# Mosquée Salah-Bey
La mosquée Salah-Bey (en arabe : مسجد صلاح باي) est une mosquée située à Annaba en Algérie. Elle a été construite entre 1791 et 1792 par Salah Bey, le bey de Constantine.

## Inscriptions votives
Une plaque commémorative en marbre portant un poème à la gloire de Salâh, en cursif oriental. Le 5e vers du poème donne la datation de la construction du monument en abjad par la somme de la valeur numérique de chacune des lettres : 1206 H.  qui correspond à l’an 1791.
« لعمرك بيت الله للسر جامع     به أركان به النور ساطع
بدت دونه زهر الكواكب رفعة     شيد بونة للسعد منها مطالع
به جاء تاج الدين والمجد صالح     إلى درج العلياء راف وطالع
أمير البرايا زاد ظفرا ونصرة     مؤيد دين الله الحق للشرع تابع
فمن أسس البيت الرفيع على الهدى     أرخه للخير سنة غرو (1206) جامع »
« J’en jure par votre religion, ceci est une maison d’Allâh qui rassemble toutes les pensées secrètes dont les colonnes sont hautes où la lumière  resplendit. Les astres les plus brillants paraissent moins élevés qu’elle ! Pour elle Bône voit paraître les signes avant-coureurs de la félicité. Elle est due à la générosité du diadème de la religion et de la gloire Sâlih - qui s’élève et gravit les degrés de la grandeur. Le prince des créatures (qu’il soit comblé de succès et de victoire !) qui fortifie. La religion de la vérité, observe la loi divine. Depuis qu’il a élevé cette maison dans la bonne direction, j’ai écrit sa date. « Ta piété résume toutes les bonnes œuvres ». Année 1206 (de l’hégire). »

## Architecture

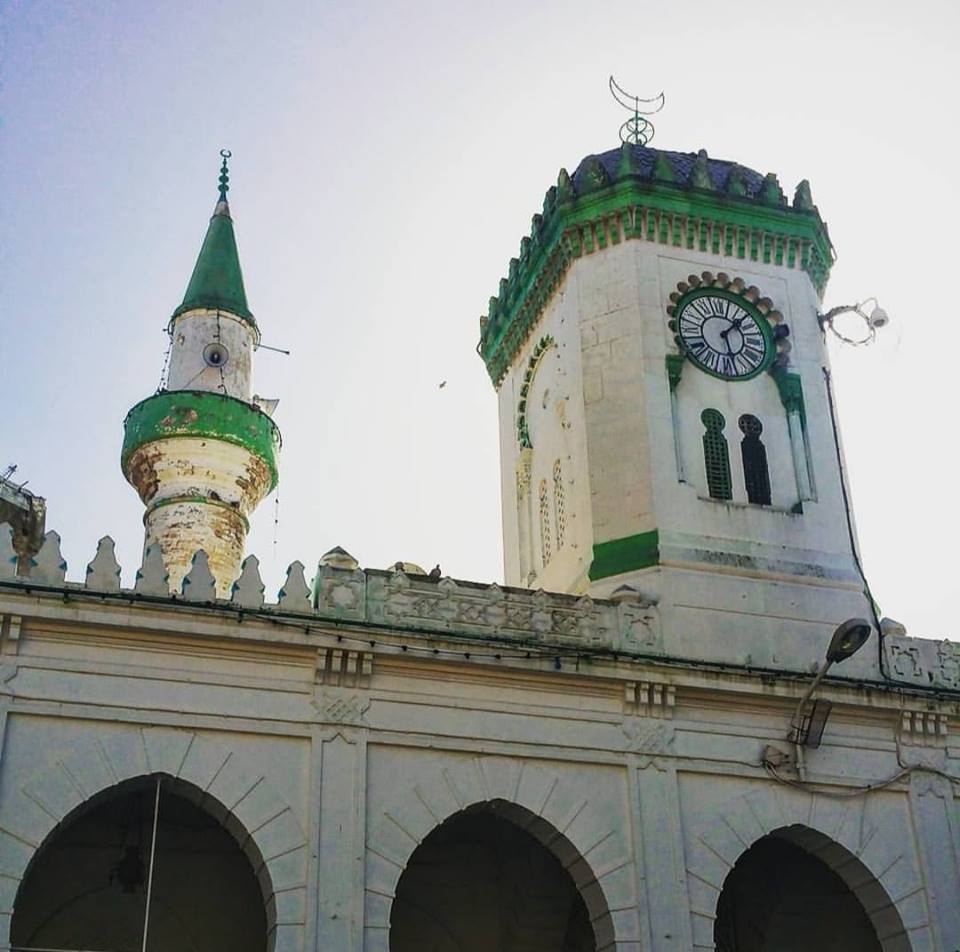
Mosquée Salah-Bey avec ses deux minarets l'un malékite (carré), l'autre hanafite (circulaire)

Le plan de type anatolien et ses proportions font de cette mosquée un édifice extrêmement original de l’époque ottomane. Une cour précède la mosquée ; un portique extérieur ajouté (en) 1852 précède un corps de bâtiment dont l'une des pièces servait de salle d'audience et l'autre d'école coranique. On accède à la salle de prière par une entrée située dans l’axe du mihrâb qui ouvre sur une galerie délimitant sur trois côtés un espace devant le mihrâb ; divisée en neuf travées, la galerie est couverte de coupoles : trois coupoles latérales identiques se font face, alors qu’à l’ouest, les travées plus petites délimitent des coupoles légèrement elliptiques. Au centre, l’espace est couvert d’une coupole outrepassée sur pendentifs, percée de huit fenêtres en arc surhaussé et d’une corniche ; l’ensemble fut couvert de dessins polychromes à l’époque coloniale. Ce plan très rare pour une mosquée se retrouve à Alger dans la mosquée Kafar. C’est la deuxième mosquée à coupole hémisphérique avec celle de Ketchaoua, (en) Algérie. La mosquée de Bône fait également partie des rares mosquées dotées de plusieurs galeries latérales et en fond de cour sans piliers.
Dans la salle de prières alternent à la fois des piliers et des colonnes, comme dans les mosquées de Raqqa, de Tinmal, de la Qarawiyyîn de Fès. La mosquée de Bône fait partie des rares mosquées bâties à l’époque ottomane qui ont utilisé des impostes au-dessus de ses colonnes galbées. On relève l’emploi de l’arc surbaissé, fréquent dans l’architecture ottomane de Turquie (ouverture du portail de la Yesil Camii à Brousse et portail extérieur de la mosquée aux trois balcons à Edirne). On trouve également des arcs en plein-cintre, fréquents chez les Romains, apparus pour la première fois dans l’architecture musulmane à la Coupole du Rocher à Jérusalem, et des arcs en plein-cintre outrepassé caractéristiques de l’architecture musulmane et dont l’origine reste controversée : ils furent utilisés par les Byzantins au Moyen-Orient au IVe siècle et dans l’Espagne wisigothique.
Le mihrâb à niche hexagonale est coiffé d’un cul-de-four lisse comme ceux qui apparaissent dans le mihrâb du musée de Bagdad, qui proviendrait d’après K.A.C. Creswell de la mosquée édifiée par al-Mansûr, dans celui de l’ancienne mosquée al-Dazz à Monastir (XIe siècle), et aussi dans un ancien mihrâb du mausolée al-Shabîh (950 H./1543). Unique en Algérie, sa partie supérieure est ornée  d’un arc surbaissé à la voussure formée d’une seule bordure ; la plus ancienne voussure de ce type en Algérie est celle de la Grande Mosquée de Tlemcen, elle-même inspirée des mihrâb de la Grande Mosquée de Cordoue et de l’Aljaféria de Saragosse. Les écoinçons du mihrâb sont ornés d’une inscription alors que dans les autres mosquées d’Algérie ils comportent un décor géométrique et floral, à l’instar de la grande mosquée de Kairouan et de celle de Cordoue.
La mosquée de Salah Bey se distingue par la variété de ses chapiteaux. L’influence de l’architecture antique est sensible dans les sommiers cruciformes au-dessus des colonnes prismatiques et des chapiteaux à feuilles d’acanthe inspirés des chapiteaux composites romains.
Le minaret cylindrique, qui se trouve au nord-ouest de la salle de prière, est un prototype simplifié des minarets ottomans de Turquie (mosquée de Bâyazîd à Constantinople). La tradition dit que la construction du minaret de Bône a suscité de forts remous parmi la population, entre les Ottomans qui voulaient une mosquée selon le rite hanafite (avec un minaret cylindrique) et les autochtones qui exigeaient un minaret carré. Le lanternon de la tour principale du minaret, surmonté d’un épi de faîtage composé de trois éléments circulaires achevés par un croissant, est semblable à ceux des mosquées maghrébines.